# Säffle församling
Säffle församling är en församling i Säffle pastorat i Västra Värmlands kontrakt i Karlstads stift. Församlingen ligger i Säffle kommun i Värmlands län.

## Administrativ historik
Församlingen bildades 1 maj 1911 genom en utbrytning ur By församling. 1943 införlivades denna församling i Säffle församling. 
Församlingen var till 1943 annexförsamling i pastoratet By, Bro, Södra Ny, Huggenäs och Säffle. Från 1943 till 1962 moderförsamling i pastoratet Säffle, Bro, Södra Ny och Huggenäs. Församlingen var från 1962 till moderförsamling i pastoratet Säffle och Tveta församling. 2002 utökades pastoratet med Millesviks, Botilsäters, Eskilsäters och Ölserud församlingar som 2010 alla uppgick och bildade Södra Värmlandsnäs församling. Samtidigt tillkom i pastoratet Kila församling, Svanskogs församling, Långseruds församling och Gillberga församling. 2010 utökades pastoratet med Bro församling och Ny-Huggenäs församling och Södra Värmlandsnäs församling.

## Areal
Säffle församling omfattade den 1 januari 1952 en areal av 89,21 km², varav 84,98 km² land.
- 1 januari 1961: 89,21 km², varav 84,98 km² land.[7]
- 1 januari 1966: 84,98 km² land.[8][9]
- 1 januari 1971: 89,0 km², varav 85,9 km² land.[10]
- 1 januari 1976: 89,0 km², varav 86,0 km² land.[11]

## Kyrkor
- Säffle kyrka
- By kyrka